# چونگ کیونگ-هو
چونگ کیونگ-هو (انگلیسی: Chung Kyung-ho؛ زادهٔ ۱۴ ژوئن ۱۹۷۰) بازیکن بسکتبال اهل کره جنوبی بود. وی در بازی‌های المپیک تابستانی ۱۹۹۶ شرکت کرده‌است.